# Ріад аль-Асаад
Ріад Муса аль-Асаад (араб. رياض موسى الأسعد; нар. 2 лютого 1961, Ідліб, Сирія)  — командувач Вільної сирійської армії. 

## Життєпис
З 1980 по 2011 рік служив у ВПС Сирії, де отримав звання полковника. Під час громадянської війни в Сирії, в липні 2011 року перейшов на бік опозиції. 
У 2012 році очолив Вільну сирійську армію. 25 березня 2013 року був поранений внаслідок замаху здійсненого в місті Дейр-ез-Зор.